# 淮海中路站
淮海中路站位于中华人民共和国上海市黄浦区瑞金一路近长乐路（原上海市向明中学操场），是上海地铁13号线的地铁车站。13号线一期通过本站与2009年贯通的世博专线连接。淮海中路站于2015年12月19日启用，深33米，成为当时上海最深的地铁车站（后来该记录被36米深的14号线豫园站打破）。本站位于1、10、12号线陕西南路站以西约1公里处，位于淮海中路的两个不同路口处。

## 车站结构

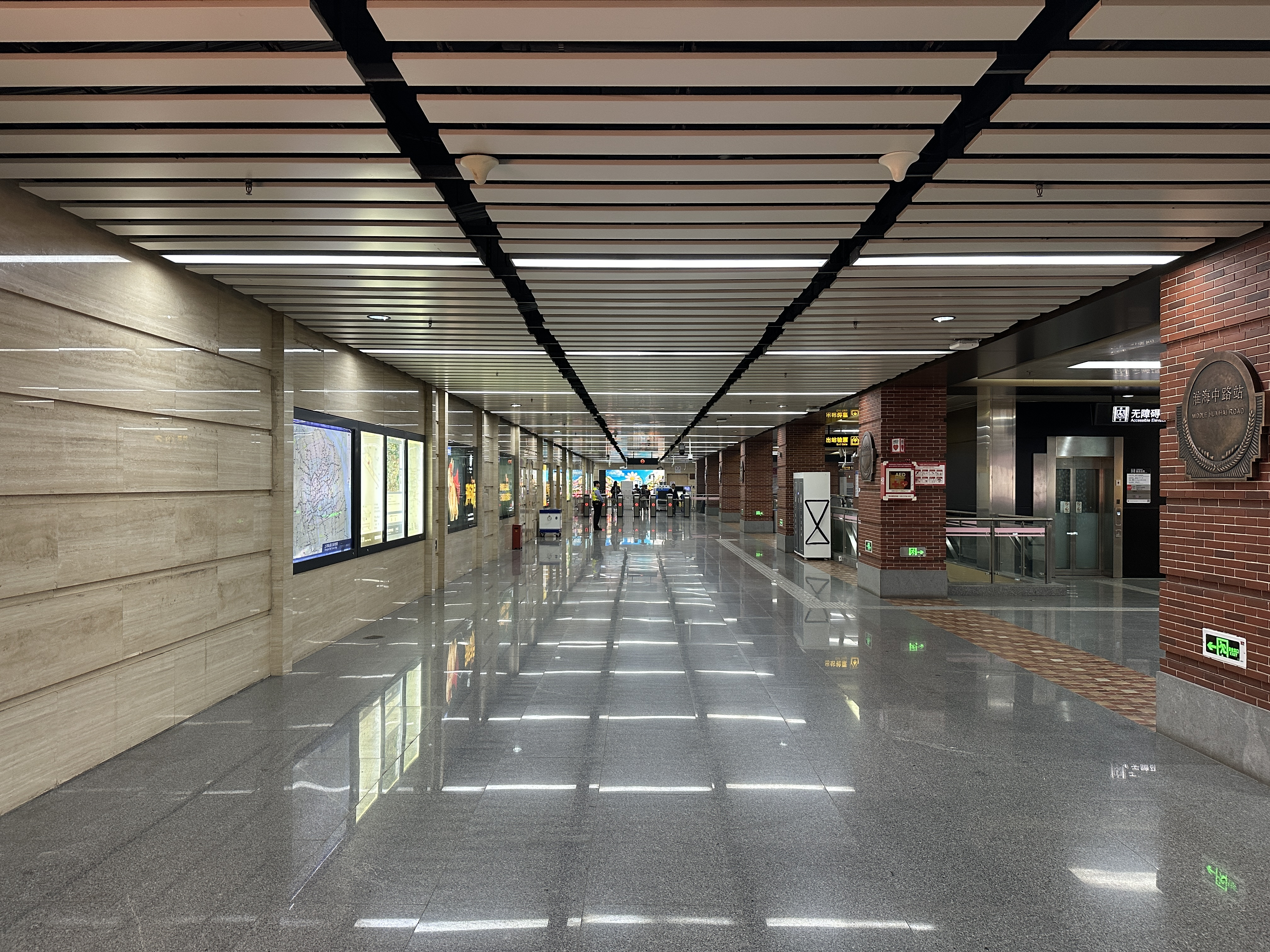
站厅

### 车站楼层
淮海中路站共有7层。地面为车站出口，地下一、二、三层为地下空间开发层，地下四层为站厅，地下五层为设备层，地下六层为车站月台。
| 地面层   | 出入口             | 1-3出入口                            |  |  |
| 地下一层 | 地下待开发层       | 车站空间开发                         |  |  |
| 地下二层 | 地下待开发层       | 车站空间开发                         |  |  |
| 地下三层 | 地下待开发层       | 车站空间开发                         |  |  |
| 地下四层 | 站厅               | 票务服务、自动售票机、人工服务台     |  |  |
| 地下五层 | 设备层             | 车站设备                             |  |  |
| 地下六层 | ①站台              | █ 13号线 往金运路（南京西路）        |  |  |
|          | 岛式站台，左侧开门 |                                      |  |  |
|          | ②站台              | █ 13号线 往张江路（一大会址·新天地） |  |  |

## 车站出口
淮海中路站共有3个出入口，各出入口如下所示：
| 出口编号            | 出口指示                   | 照片 |
| ------------------- | -------------------------- | ---- |
| 1 · 出口            | 淮海中路                   |      |
| 2 · 出口            | 瑞金一路，淮海中路         |      |
| 3 · 出口 · （设有） | 瑞金一路，长乐路，向明中学 |      |
| 图例： 设有         |                            |      |

## 历史
- 2023年10月31日，由于车站周遭举行万圣节活动[4]，车站实施封站[5]。
- 2023年11月1日，车站回復开启，但16时—19时，本站出入口调整为单向进出（1号口进站，3号口出站）。19时后至今日运营结束实施封站跳停[6]。
- 2024年6月20日[7]，车站2号口因配合周边地块改造而关闭。
- 2024年12月31日，车站2号口恢复开启[8]。